# Überszexualitás
Az überszexualitás (a német über és a latin sexus szavak összetételéből) a metroszexualitás egyik fajtája. Az elnevezés az über-metroszexualitásból ered, melyet először Mark Simpson újságíró használt David Beckham jellemzésére.
2005-ben jelent meg egy átfogó tanulmánykötet a Férfiak jövője címmel, három amerikai női szerző (Ann O'Reilly, Ira Matathia és Marian Salzman) tollából. Ebben a könyvben ők azt állapították meg, hogy a metroszexuális szó már nem írja le megfelelően a férfitársadalom húzóerejét jelentő csoportot. Már csak azért sem, mert a piperkőc, rózsaszíninges, hasszőrborotváló és mellszőrtgyantáztató, hajráfos, botoxoztató férfiak akármilyen sokan is vannak, nem jelentenek már húzóerőt.

## Jellemzése
Az überszexuális típus a szó kitalálói szerint azokban valósul meg, akik igenis ápoltak és adnak a külsejükre is, de közben nem feledkeznek meg a hagyományos férfidolgokról sem. Dúl bennük a kezdeményezőkészség, ők a generációjuk legsikeresebb férfipéldányai. Magabiztosak, férfiasak, és az élet minden terén a minőséget részesítik előnyben. Az überszexuálisoknak vonzerejük kapcsán nincs szükségük idegen, külső megerősítésre, és nem figyelik folyton magukat az utcai kirakatokban. Az überszexuálisok az öltözködés terén nem másolnak, sem a női, sem a férfi divatmagazinokat nem követik. Az überszexuális férfi nem követi a divatot, hozzá nem tapad annyira az önimádat és a végletes fogyasztói magatartás. Férfiasságuk pozitív vonásaira helyezik a hangsúlyt: az önbizalomra, a vezetői képességeikre, szenvedélyességükre és együttérzésükre. Nem vallják magukénak azokat a macsó sztereotípiákat, amelyeket a nők iránti tiszteletlenség, az érzelmek hiánya és minden olyan tevékenység figyelmen kívül hagyása jellemez, amely nem kapcsolódik szorosan a foci-sör-pörkölt behatárolta világhoz. Rövidebben: ugyanolyan igényesen néznek ki, de hangsúlyosabban heterók.
Mind a metro-, mind az überszexuális csoport tagjai bizonyos értelemben megszállottak, de az überszexuálisokat az elvek és a célok érdeklik, a metroszexuálisokat pedig saját maguk. Mindketten tisztelik a nőket, de az übereknek a férfiak közül kerülnek ki a legjobb barátaik.

## Külső hivatkozások
- A The Future of Men honlapja
- Nagyvárosi piperkőcök - tanulmány